# Hejjodlu, Hunsur
Hejjodlu là một làng thuộc tehsil Hunsur, huyện Mysore, bang Karnataka, Ấn Độ.